# Small Business Act
Lire en ligne

Small Business Act (Public Law 85‑536,  as amended)

Le Small Business Act est une loi du Congrès des États-Unis voté le 30 juillet 1953, modifiée à de nombreuses reprises, et visant à favoriser les petites et moyennes entreprises dans le tissu économique du pays.
Entre autres dispositions, le Small Business Act réserve certains marchés publics aux PME :
– ceux situés entre 2 500 et 100 000 dollars ;
– au-dessus de 100 000 dollars, quand il existe de très grandes chances qu’au moins deux PME formulent une offre intéressante ;
– si seules les grandes entreprises peuvent répondre à l’appel d’offres, les PME se voient attribuer une réservation partielle du marché ;
– les appels d’offres d’une valeur de plus de 500 000 dollars remportés par une grande entreprise doivent comporter « un plan de sous-traitance » montrant la part à laquelle les PME ont droit.

## Disposition de la loi

Sceau de la Small Business Administration

- Crée la Small Business Administration, une agence fédérale indépendante ayant pour but d'aider, conseiller, assister et protéger les intérêts des petites entreprises.
- Facilite l'accès aux marchés publics en réservant entre 23 % et 40 % de l'achat public américain aux PME nationales, ce qui encourage l'innovation locale tout en permettant aux petits acteurs de concurrencer les grandes entreprises pour atteindre eux aussi des tailles internationales.
- Facilite l'accès au prêt bancaire au moyen d'une garantie de l'Administration de telle sorte que celle-ci se substitue à l'emprunteur défaillant pour le remboursement du prêt.
- Facilite l'accès à l'information via des guichets accessibles par téléphone et des centres d'information.
- Organise la défense des petites entreprises en créant un Office of Advocacy, chargé de se faire l'avocat de la petite entreprise américaine face au Congrès.